# Банальность зла: Эйхман в Иерусалиме
«Банальность зла: Эйхман в Иерусалиме» — книга, написанная Ханной Арендт, присутствовавшей в качестве корреспондента журнала The New Yorker на суде над Адольфом Эйхманом — бывшим оберштурмбаннфюрером (подполковником) СС, который заведовал отделом гестапо IV-B-4, отвечавшим за «окончательное решение еврейского вопроса». Суд проходил в Иерусалиме в 1961 году.
В написанной ей по итогам процесса книге Арендт анализирует происходившие события, стараясь дать им стороннюю оценку.
Как пишет Михаэль Дорфман: «После выхода книги Арендт большинство израильских друзей порвали с ней отношения, не оценив иронии и сарказма. Арендт в Израиле бойкотировали более 30 лет».
По утверждению Сьюзен Нейман, эту книгу Арендт «ругали больше, чем любую другую работу по моральной философии, вышедшую в XX веке. Её осторожные попытки разобраться в формах ответственности и отделить ответственность от намерения были неправильно поняты почти всеми и вызвали возмущение и ярость даже у её ближайших друзей. Неудивительно, что с тех пор многие моральные философы предпочитают ограничиваться „проблемой вагонетки“».

## Краткий пересказ содержания книги
В своей книге Ханна Арендт утверждает, что, кроме желания роста вверх по карьерной лестнице, у Эйхмана не было и следов антисемитизма или психологической ущербности личности. Подзаголовок книги относит читателя к идее «банальности зла», и эта фраза служит ей в качестве финальных слов последней главы. Так, она приводит слова Эйхмана, сказанные им во время судебного процесса, которые демонстрируют отсутствие какого-либо пристрастия его к проводимым им преступным деяниям, отсутствию какой-либо меры ответственности за содеянное: ведь он лишь «делал свою работу»:

«…Он выполнял свой долг…; он не только повиновался приказам, он повиновался закону…»
Оригинальный текст (англ.)«He did his duty…; he not only obeyed orders, he also obeyed the law.»
— стр.135 английского издания книги

## Критика издания и книги

### Критика книги Арендт
Согласно критическим публикациям в СМИ, книга об израильском процессе 1961 года над «архитектором Холокоста» давно стала классикой политической мысли XX века. Согласно мысли критиков, книга не является, как заявлено в авторской аннотации, «чрезвычайно дотошным исследованием» Холокоста, а являет собой подробное, разделенное на множество случаев и примеров, рассуждение о политических и моральных причинах явления, когда люди «отказываются слышать голос совести и смотреть в лицо действительности». По словам критиков, герои её книги делятся не на палачей и жертв, а на тех, кто эти способности сохранил, и тех, кто их утратил.
Немецкий философ Беттина Штангнет в 2011 году опубликовала книгу «Эйхман до Иерусалима. Спокойная жизнь массового убийцы», написанную по материалам как из немецких, так и из аргентинских архивов — в частности, интервью, которые брал у Эйхмана в Аргентине Виллем Сассен. Штангнет полемизировала с Арендт, считая Эйхмана умелым лжецом — по мнению автора «Эйхман до Иерусалима», он был убеждённым нацистом и антисемитом и лишь на суде в Иерусалиме выставлял себя бюрократом-карьеристом, чтобы избежать казни. На русском языке книга Штангнет была выпущена в 2023 году.

### Критика русского издания 2008 года
Жесткий, часто саркастический тон книги, отсутствие пиетета к жертвам и резкость оценок возмутили и до сих пор возмущают многих. 

Арендт пишет о немцах — «немецкое общество, состоявшее из восьмидесяти миллионов человек, так же было защищено от реальности и фактов теми же самыми средствами, тем же самообманом, ложью и глупостью, которые стали сутью его, Эйхмана, менталитета». Но так же беспощадна она и к самообману жертв и особенно к тем, кто — подобно части еврейской элиты — из «гуманных» или иных соображений поддерживал этот самообман в других… 

…Но главное — у перевода почему-то отсутствует редактор (указаны «главный редактор — Г.Павловский» и «ответственный за выпуск — Т.Раппопорт», но вычитка и сверка перевода в их функции явно не входила). Переводить Арендт (говорю по собственному опыту) — особенно не с её родного немецкого, а с английского, на котором она часто выражалась неточно, — занятие медленное и непростое. А в отсутствие редактора перевод вышел не то чтобы плохой или даже неточный — а ненадежный. Дело не в том, что тут, как в любом переводе, есть ошибки (например, «радикальная разновидность» антисемитизма превращена в бессмысленный «радикальный ассортимент»), а в том, что эти ошибки искажают тон и мысль книги, искажают авторский голос. «Судьи, слишком хорошо помнящие об основах своей профессии», превращаются у переводчиков в «слишком совестливых для своей профессии» — и сама Арендт вдруг превращается в циника. Вместо «процесс начал превращаться в кровавое шоу», переводчики, путая буквальное и бранное значение слова «bloody», пишут «'чертово шоу'» — и жесткая оценка превращается в грубую брань…
Критике подверглась, прежде всего, аннотация издательства «Европа», говорящая о «кровавой попытке тбилисских властей» и об «упорных попытках Запада „приватизировать“ тему преступлений против человечности». Мнение журналиста газеты Коммерсантъ таково, что данное издание книги Арендт представляет собой поспешно подготовленную идеологическую акцию — эта спешка сказалась на качестве самого издания. Так, в русском названии заглавие и подзаголовок почему-то поменялись местами.
Также, по неизвестной причине, для перевода выбрано первое, 1963 года, издание книги, а не вышедшее в 1965 году, пересмотренное и дополненное «Постскриптумом» второе, которое с тех пор и переиздаётся — и является той классической книгой, которую читает весь мир.